# Abdullah Al-Deayea
Abdullah Jamal Al-Deayea (in arabo عبد الله الدعيع‎?; Ha'il, 1º dicembre 1961) è un ex calciatore saudita, di ruolo portiere.

## Carriera
Ha disputato 9 incontri per la Nazionale saudita tra il 1990 e il 1991. Ha altresì partecipato alle Olimpiadi del 1984.